# Sailfish (U-Boot, 1939)
Die USS Sailfish (SS-192) war ein U-Boot der Sargo-Klasse der United States Navy. Ursprünglich wurde sie 1939 als USS Squalus in Dienst gestellt. Nach einem Tauchunfall vor der Küste Maines am 23. Mai 1939, bei dem 26 Mann der Besatzung ertranken, wurde das U-Boot geborgen und nach eingehender Untersuchung des Unfalls 1940 unter dem Namen Sailfish wieder in Dienst gestellt. Die Sailfish wurde während des Zweiten Weltkriegs auf dem pazifischen Kriegsschauplatz eingesetzt, wo sie zwölf Einsatzfahrten durchführte. Nach dem Ende des Krieges wurde die Sailfish am 27. Oktober 1945 außer Dienst gestellt und 1948 verschrottet.

## Technik

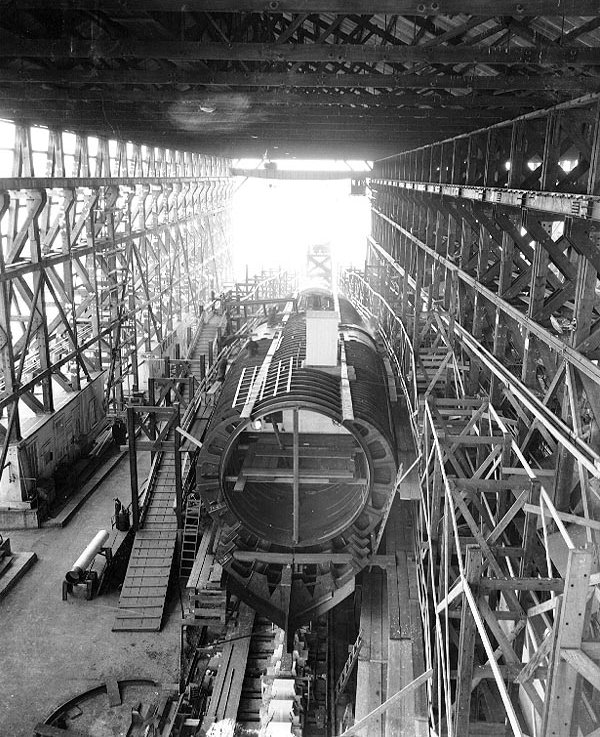
Die USS Squalus im Bau, Januar 1938

Die Sailfish war 94,6 Meter lang, 8,2 Meter breit und hatte aufgetaucht einen Tiefgang von 5,1 Metern. Die Verdrängung lag aufgetaucht bei 1450 Tonnen, getaucht bei 2350 Standardtonnen. Überwasser erfolgte der Antrieb durch vier General Motors Model-16-248 V16-Dieselmotoren mit einer Gesamtleistung von 5500 Wellen-PS. Zwei Motoren wirkten über einen hydraulischen Drehmomentwandler direkt auf die beiden Antriebswellen und beschleunigten das U-Boot auf maximal 21 Knoten. Die Reichweite bei Überwasserfahrt betrug 11.000 Seemeilen bei einer Fahrtgeschwindigkeit von 11 Knoten. Die beiden anderen Dieselmotoren luden über Generatoren die beiden 126-zelligen Akkumulatoren für den Betrieb der Elektromotoren. Getaucht erfolgte der Antrieb des Bootes durch vier General-Electric-Elektromotoren, die über Reduktionsgetriebe auf die Antriebswellen wirkten. Die Akkumulatoren ermöglichten es dem Boot, getaucht bei 2 Knoten Fahrt 48 Stunden zu operieren.
Die Hauptbewaffnung bestand aus acht 21-Zoll-(533-mm)-Torpedorohren; vier befanden sich am Bug, vier weitere achtern. Für die Torpedorohre wurden insgesamt 24 Torpedos mitgeführt. Die weitere Bewaffnung bestand aus einem 3-Zoll-(76-mm)-/L50-Decksgeschütz sowie vier Maschinengewehren zur Flugzeugabwehr.

## Geschichte

### Bau und Indienststellung
Das U-Boot wurde am 18. Oktober 1937 im Portsmouth Navy Yard in Kittery, Maine, auf Kiel gelegt. Nach elfmonatiger Bauzeit lief das Boot, von der Ehefrau von Thomas C. Hart auf den Namen Squalus getauft (nach der Gattung Squalus aus der Familie der Dornhaie), am 14. September 1938 vom Stapel. Nach weiteren Ausrüstungsarbeiten wurde das U-Boot am 1. März 1939 unter dem Kommando von Lieutenant Oliver F. Naquin in Dienst gestellt.

### Untergang und Bergung
Am 12. Mai 1939 lief die Squalus von Portsmouth aus, um vor den Isles of Shoals Tauchtests durchzuführen. An Bord befanden sich fünf Offiziere, 51 Besatzungsmitglieder sowie zwei zivile Techniker des Motorenherstellers General Motors und ein Schiffbauingenieur. Bis zum Morgen des 23. Mai wurden 18 erfolgreiche Tauchfahrten durchgeführt; bei der 19. Tauchfahrt ließ sich dann um 07:40 Uhr das Hauptlufteinlassventil des Maschinenraums nicht schließen, sodass der gesamte Heckbereich des U-Bootes voll Wasser lief und das Boot in 74 Metern Tiefe auf Grund sank. Im hinteren Teil des U-Bootes ertranken 24 Besatzungsmitglieder und die beiden GM-Techniker, während im vorderen Teil des Bootes 32 Besatzungsmitglieder und der Schiffbauingenieur eine Flutung verhindern konnten.
Kurz nach dem Untergang sichtete das Schwesterboot Sculpin eine Rauchbombe als Notsignal an der Wasseroberfläche und konnte Kontakt zu den Überlebenden an Bord der Squalus aufnehmen. Das U-Boot-Rettungsschiff Falcon sowie weitere Schlepper und Bergungsschiffe eilten zum Unglücksort. Der Bergungsexperte Charles Momsen, zwei Ärzte und mehrere Marinetaucher wurden aus Washington eingeflogen, um die Rettung zu unterstützen. Mit Hilfe der McCann-Tauchglocke, die von der Falcon aus zur Squalus abgelassen wurde, wurden am 24. Mai in vier Fahrten alle 33 Überlebenden des Unglücks gerettet.

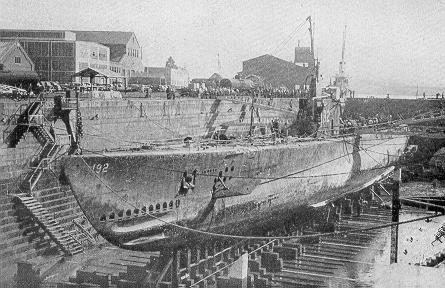
USS Squalus nach der Bergung im Trockendock

Weil es schon an Bord der Sturgeon und der Snapper ähnliche Probleme mit den Ventilen gegeben hatte, entschloss sich die US-Marine, die Squalus zu heben. Kabel wurden unter dem Rumpf des U-Bootes durchgeführt und mit Pontons verbunden, die das U-Boot heben sollten. Bei einem ersten Hebungsversuch am 13. Juli geriet das U-Boot außer Kontrolle, durchbrach mit dem Bug in steilem Winkel die Wasseroberfläche und sank dann wieder auf den Meeresgrund. Der zweite Versuch am 13. September war erfolgreich; die Squalus konnte gehoben und nach Portsmouth geschleppt werden. In Portsmouth wurde das U-Boot am 15. November formal außer Dienst gestellt und gründlich untersucht sowie überholt.

### Zweite Dienstzeit
Am 9. Februar 1940 wurde das U-Boot auf seinen neuen Namen Sailfish getauft, am 15. Mai erfolgte dann die erneute Indienststellung, diesmal unter dem Kommando von Lt. Cmdr. Morton C. Mumma. Nach dem Abschluss der Erprobungsfahrten am 20. September verließ das Boot Portsmouth am 16. Januar 1941 in Richtung Pearl Harbor, wo es Anfang März eintraf. In der Folgezeit operierte die Sailfish von den Philippinen aus. Nach dem japanischen Angriff auf Pearl Harbor lief das U-Boot zu seiner ersten von insgesamt zwölf Patrouillenfahrten im Pazifik aus. Während dieser Fahrten erzielte es etliche Versenkungen; am 4. Dezember 1943, während der zehnten Einsatzfahrt, torpedierte und versenkte die Sailfish den japanischen Flugzeugträger Chūyō. Im Dezember 1944 kehrte das U-Boot an die US-Küste zurück, wo sie vor New London als Trainingsschiff eingesetzt wurde. Am 27. Oktober 1945 wurde die Sailfish in Portsmouth außer Dienst gestellt, am 30. April 1948 wurde sie dann aus dem Schiffsregister gestrichen. Im Juni des Jahres wurde der Rumpf zur Verschrottung nach Philadelphia verkauft, der Turm blieb als Denkmal im Portsmouth Naval Shipyard für die während des Tauchunfalls gestorbenen Besatzungsmitglieder erhalten. Für ihren Einsatz während des Zweiten Weltkriegs erhielt die Sailfish neun Battle Stars und eine Presidential Unit Citation.

## Verfilmung
2001 drehte James Keach den Film Gefangen in eisigen Tiefen, welcher die Havarie der Squalus behandelt.